# Thymaris clotho
Thymaris clotho là một loài tò vò trong họ Ichneumonidae.